# (1338) Duponta
(1338) Duponta es un asteroide perteneciente al cinturón de asteroides descubierto el 4 de diciembre de 1934 por Louis Boyer desde el observatorio de Argel-Bouzaréah, Argelia.

## Designación y nombre
Duponta recibió al principio la designación de 1934 XA.
Más tarde, se nombró en honor de Marc Dupont, sobrino del descubridor.

## Características orbitales
Duponta está situado a una distancia media del Sol de 2,264 ua, pudiendo acercarse hasta 2,01 ua. Su excentricidad es 0,1123 y la inclinación orbital 4,819°. Emplea 1244 días en completar una órbita alrededor del Sol.